# はじめまして 中森明菜
『はじめまして 中森明菜』（はじめまして なかもりあきな）は、日本の歌手中森明菜の2作目のミュージック・ビデオ。この映像作品は1985年5月1日にワーナー・パイオニアからリリースされた (VHS: 10PV-38, β: 10PX-38)。

## 背景
『はじめまして 中森明菜』は、1983年10月リリースの『NEW AKINA エトランゼ 中森明菜 in ヨーロッパ』に続く中森にとって通算2作目のミュージック・ビデオで、中森のデビュー三周年記念日となる1985年5月1日に、VHS (10PV-38)、ベータマックス (10PX-38)の2形態で同時発売された。本作と同時に12インチ・シングル企画「赤い鳥逃げた」も発売された。1985年6月25日には、レーザーディスク (07PL-11)でもリリースされた。
この映像作品は、シングル「少女A」、「セカンド・ラブ」や、スタジオ・アルバム『プロローグ〈序幕〉』、『バリエーション〈変奏曲〉』、『ファンタジー〈幻想曲〉』からの収録曲をバックに、1982年3月11日から1982年3月17日の中森のレコード・デビュー直前に、ロサンゼルスや、サンタモニカ海岸などで撮影された映像を記録している。加えて、デビュー曲「スローモーション」のレコーディング風景も収録された。
本作は現在まで複数再発売されている。2022年5月1日にデビュー40周年記念として『スローモーション & はじめましてBOX』が1500セット完全生産限定発売で「スローモーション」はオリジナルマスター使用のピクチャーレコード盤。レコードジャケットは通常盤レコードジャケットとプロモーション用レコードジャケットの2枚を復刻。当時の初回盤に封入されていたジャケットサイズの4P見開きカラーピンナップに宣伝用非売品の「中森明菜ポストカード」が復刻封入される。「はじめまして」はBlu-ray Disc仕様となりBlu-ray Disc通常盤も同日発売。

## 批評
CDジャーナルは『はじめまして 中森明菜』について、まだ幼さをとどめている中森の魅力が十分に感じ取れる得難い記録映像とコメントしている。

## 収録曲
| #   | タイトル                   | 作詞       | 作曲       | 編曲     |
| --- | -------------------------- | ---------- | ---------- | -------- |
| 1.  | 「Bon Voyage」             | 篠塚満由美 | 塚山エリコ | 大谷和夫 |
| 2.  | 「脆い午後」               | 中里綴     | 三室のぼる | 萩田光雄 |
| 3.  | 「スローモーション」       | 来生えつこ | 来生たかお | 船山基紀 |
| 4.  | 「メルヘン・ロケーション」 | 中里綴     | 三室のぼる | 萩田光雄 |
| 5.  | 「銀河伝説」               | 篠塚満由美 | 佐瀬寿一   | 船山基紀 |
| 6.  | 「X3ララバイ」             | 森雪之丞   | 小杉保夫   | 萩田光雄 |
| 7.  | 「少女A」                  | 売野雅勇   | 芹澤廣明   | 萩田光雄 |
| 8.  | 「哀愁魔術」               | 森雪之丞   | 小杉保夫   | 萩田光雄 |
| 9.  | 「咲きほこる花に……」       | 来生えつこ | 来生たかお | 若草恵   |
| 10. | 「条件反射」               | 中里綴     | 三室のぼる | 船山基紀 |
| 11. | 「Tシャツ・サンセット」    | 中里綴     | 田山雅充   | 船山基紀 |
| 12. | 「セカンド・ラブ」         | 来生えつこ | 来生たかお | 萩田光雄 |

## リリース履歴
| 発売日        | レーベル                       | 規格 | 品番          | 備考                     |
| ------------- | ------------------------------ | ---- | ------------- | ------------------------ |
| 1985年5月1日  | ワーナー・パイオニア           | VHS  | 10PV-38       |                          |
| 1985年5月1日  | ワーナー・パイオニア           | Beta | 10PX-38       |                          |
| 1985年6月25日 | ワーナー・パイオニア           | LD   | 07PL-11       |                          |
| 1991年6月12日 | ワーナーミュージック・ジャパン | VHS  | WPVL-8100     | [ 6 ]                    |
| 1991年6月12日 | ワーナーミュージック・ジャパン | LD   | WPLL-8100     | [ 7 ] [ 2 ]              |
| 2001年6月20日 | ワーナーミュージック・ジャパン | DVD  | WPB6-90022    | [ 3 ]                    |
| 2002年11月1日 | ワーナーミュージック・ジャパン | DVD  | WPB6-90117    | [ 5 ]                    |
| 2004年11月3日 | ワーナーミュージック・ジャパン | DVD  | WPBL-90042    | [ 8 ]                    |
| 2006年6月21日 | ワーナーミュージック・ジャパン | DVD  | WPBL-90062    | [ 9 ]                    |
| 2007年9月5日  | ワーナーミュージック・ジャパン | DVD  | WPBL-90095〜7 | 『DVD Collection 2』より |

## 参照
1. 1 2  “DVDコレクション 2 | 中森明菜 | ワーナーミュージック・ジャパン - Warner Music Japan”.  ワーナーミュージック・ジャパン. 2011年7月3日閲覧。
2. 1 2 3 4  『AKINA』（4×12cmCD）中森明菜、ワーナーミュージック・ジャパン、1993年11月10日。WPCL-770〜3。
3. 1 2  “中森明菜/はじめまして [DVD] - CDJournal.com”.   音楽出版社. 2012年6月22日閲覧。
4. 1 2  中森明菜『はじめまして 中森明菜』（VHS）ワーナー・パイオニア、1985年5月1日。10PV-38。
5. 1 2  “中森明菜/はじめまして〈2003年1月31日までの期間限定生産〉 [DVD] - CDJournal.com”.   音楽出版社. 2012年6月22日閲覧。
6. ↑  “中森明菜/はじめまして中森明菜 [VIDEO他] - CDJournal.com”.   音楽出版社. 2012年6月22日閲覧。
7. ↑  “中森明菜/はじめまして中森明菜 [VIDEO他] - CDJournal.com”.   音楽出版社. 2012年8月9日閲覧。
8. ↑  “中森明菜/はじめまして〈2005年1月31日までの期間限定出荷〉 [DVD] - CDJournal.com”.   音楽出版社. 2012年6月22日閲覧。
9. ↑  “中森明菜/はじめまして [DVD] - CDJournal.com”.   音楽出版社. 2012年6月22日閲覧。
10. ↑  “中森明菜/DVD collection 2〈3枚組〉 [DVD] - CDJournal.com”.   音楽出版社. 2012年6月22日閲覧。